# Никомед III Эвергет
Никомед III Эвергет (др.-греч. Νικομήδης Εὐεργέτης) — царь Вифинии, правивший в 128 — 94 годах до н. э.
Никомед Эвергет был сыном Никомеда II. В союзе с царём Понтийского царства, Митридатом VI, Никомед в 103 году до н. э. захватил Пафлагонию. Но затем бывшие союзники рассорились из-за Каппадокии. Никомед попытался в 101 году до н. э. захватить это царство и женился для этой цели на Лаодике, но понтийские войска изгнали вифинцев.